# Karl-Friedrich Hölzke
Karl-Friedrich Hölzke (* 5. Juli 1920 in Barby; † 28. Oktober 2012) war ein deutscher Opernsänger (Tenor).

## Leben
Hölzkes Ausbildung begann bei der Pädagogin Marli Gothe in Köthen/Bernburg. Anschließend war er in Weimar Schüler von Brockhaus. Er trat zuerst 1946/47 am Theater von Bernburg auf, wo er als Nando in Tiefland von Eugen d’Albert debütierte. Seine eigentliche Opernkarriere begann 1947 am Landestheater Gotha, dem er bis 1950 angehörte. Von 1950 bis 1952 war er am Landestheater Halle (Saale) engagiert; anschließend folgte er einem Ruf an die Staatsoper von Dresden. 
Hier sang Hölzke zunächst lyrische Partien, später vor allem im italienischen lyrischen und im jugendlichen Helden-Fach. Von 1954 bis 1960 war er auch der Komischen Oper Berlin verbunden. Im Jahr 1962 wirkte er in Dresden in der Uraufführung der Oper Dorian Gray von Robert Hanell mit, 1969 in der von Maître Pathelin von Rainer Kunad, 1976 in der Uraufführung von Udo Zimmermanns Der Schuhu und die fliegende Prinzessin.
Vertraglich war Hölzke auch der Staatsoper Berlin verbunden. Gastspiele führten den Künstler, namentlich im Ensemble der Dresdner Oper, an die Nationalopern von Bukarest, Prag und Bratislava, an die Berliner Staatsoper, an das Opernhaus von Leningrad und an mehrere Bühnen in Westdeutschland.

## Repertoire
Er sang auf der Bühne Partien wie den Don Ottavio im Don Giovanni, den Henry in Die schweigsame Frau von Richard Strauss, den Hans in Die verkaufte Braut, den des Grieux in Massenets Manon, den Lucullus in Die Verurteilung des Lucullus von Paul Dessau, den Lukas in Der Kuss (Hubička) von Bedřich Smetana und die Titelrolle in Albert Herring von Benjamin Britten, später Charakterpartien wie den Don Basilio in Figaros Hochzeit und den Ulrich Eißlinger in Die Meistersinger von Nürnberg. Er feierte 1996 in Dresden sein 50-jähriges Bühnenjubiläum; er war Ehrenmitglied der Staatsoper Dresden.

## Tonträger
- Schallplatten von VEB Deutsche Schallplatten Berlin, Pergola (Lenski im Eugen Onegin mit Maria Croonen)
- CDs Edel Hamburg, Phonogram